# Naissance en 2010
Naissance
- 2006
- 2007
- 2008
- 2009
- 2010
- 2011
- 2012
- 2013
- 2014

Les naissances en 2010 concernent les personnalités nées entre le 1er janvier et le 31 décembre 2010.

## Mars
- 1 mars : Tykhon Tcherniaïev, joueur d'échecs prodige.

## Mai
- 28 mai : Louis de Bourbon, duc de Bourgogne et prince français.

## Octobre
- 13 octobre : Anastasia Tyurina, joueuse de balalaïka russe.